# SkeptiCamp

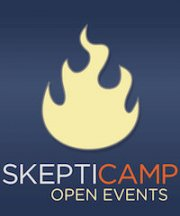
Logotipo de SkeptiCamp

Los SkeptiCamps son conferencias de pequeña y mediana escala organizadas por grupos escépticos en las que los asistentes son a la vez ponentes y organizadores. El tema principal es el Escepticismo científico y es bienvenida la participación de cualquiera, desde escépticos veteranos a recién llegados. El principal propósito es compartir maneras de difundir el buen uso del pensamiento crítico a los demás.
El modelo SkeptiCamp es una adaptación de las prácticas habituales en el modelo de conferencias BarCamp, más orientado al mundo tecnológico. Como en un BarCamp, todo el mundo debe participar, ya sea dando una charla, intercambiando impresiones con los ponentes, ayudando a organizar el evento, o al menos comentando posteriormente lo que han descubierto allí y compartiendo la experiencia con el resto del mundo. Una diferencia esencial respecto a BarCamp es que en un SkeptiCamp los ponentes deben estar preparados para citar las fuentes de lo que están diciendo si alguna de sus afirmaciones lo requiere. La intención de esta regla es permitir a los demás evaluar el contenido de cada charla por sí mismos.
El Escepticismo es un compromiso con una manera de descubrir las cosas, no es un conjunto de conclusiones, y existe para promover la duda metodológica y otras herramientas del método científico. No es una postura, sino un proceso.

## Historia

### Orígenes

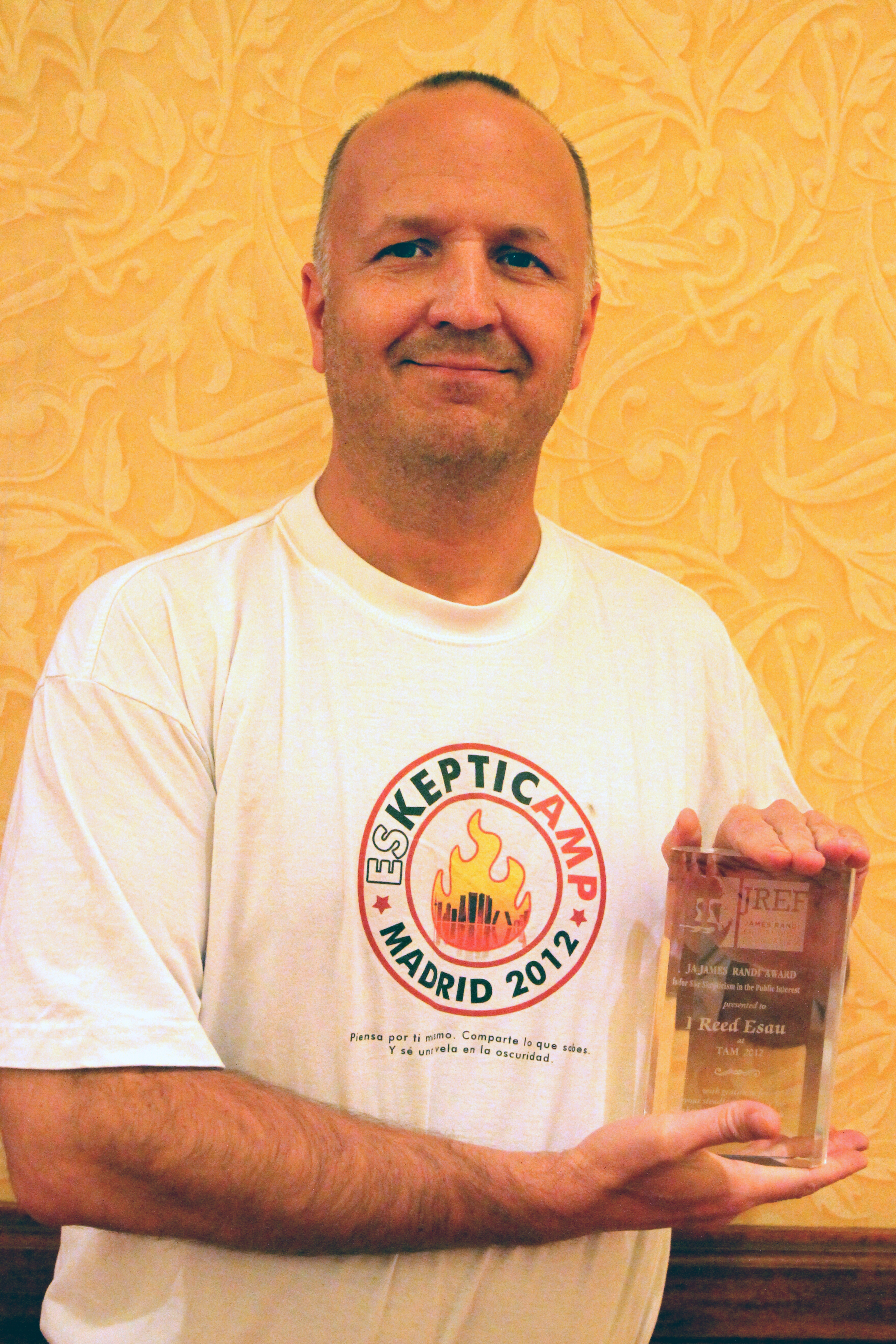
Reed Esau, fundador y principal promotor de SkeptiCamp, recibiendo el Premio James Randi al Escepticismo de Interés Público que otorga la JREF en TAM 2012.

El concepto de SkeptiCamp fue formulado en 2007 por Reed Esau, inspirado en parte por el ensayo de Daniel Loxton en 2007 sobre el estado del movimiento escéptico "Where Do We Go From Here?", y tras acudir en 2007 a la conferencia anual  The Amaz!ng Meeting que se centra en la promoción de la ciencia, el escepticismo y el pensamiento crítico.
En base al ensayo Loxton, Esau escribió: "Loxton acierta reconociendo que el entusiasmo se ha convertido en una pieza clave en el futuro del escepticismo organizado... El desarrollo reciente de las nuevas tecnologías nos otorga nuevas herramientas para sacar partido a ese entusiasmo".
Siendo  ingeniero de software, Esau conocía el modelo BarCamp, un formato de conferencias orientado a la distribución de conocimiento tecnológico en comunidades técnicas. Esau eligió por tanto el modelo BarCamp como base de SkeptiCamp compartiendo un objetivo similar: "La oportunidad brindada por SkeptiCamp enfatiza el intercambio de conocimiento entre comunidades locales de escépticos. Llega hasta cada uno de nosotros y ofrece una manera concreta de crecer como escéptico y mejorar en el dominio de los temas que mueven nuestros intereses para el beneficio no únicamente nuestro sino también de nuestros compañeros".
El formato SkeptiCamp también permite la formación de grupos ad hoc y evita la sobrecarga asociada a los canales de contenidos más formales. Actividades tales como la formación de una organización sin ánimo de lucro, la elección de responsables, la publicación de boletines informativos, la solicitud de cuotas, y tratar de mantener un liderazgo entusiasta evitando el agotamiento del organizador no son un problema con este modelo.

### Eventos
El primer SkeptiCamp se celebró en agosto de 2007 en Denver, organizado por Reed Esau con la ayuda de Rich Ludwig y Crystal Yates-White. Cinco años después de su concepción se han celebrado más de 50 SkeptiCamps en todo el mundo. Otros hitos importantes han sido:
- El primer SkeptiCamp celebrado fuera de los Estados Unidos tuvo lugar en Vancouver en junio de 2008.
- El primer SkeptiCamp fuera de Norteamérica en Edimburgo en agosto de 2009.[14]
- El primer SkeptiCamp en lengua no inglesa se celebró en Madrid en enero de 2012.[15]

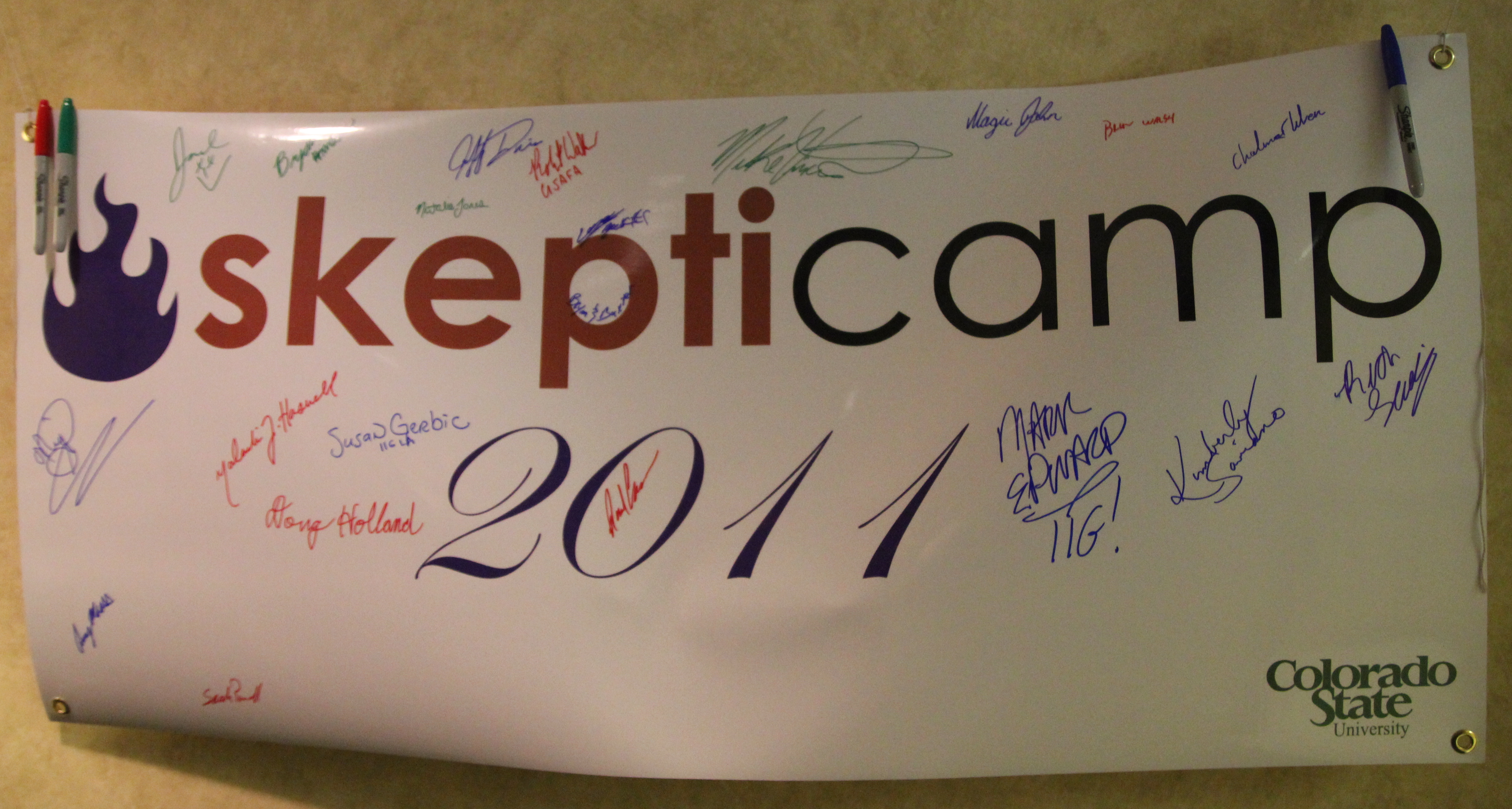
Fort Collins, Colorado, 2011

Hasta 2012 se han organizado Skepticamps los siguientes estados de Estados Unidos:
- Arizona
- Colorado
- Georgia
- Illinois
- Kentucky
- Maryland
- Massachusetts
- Minnesota
- Misuri
- Nuevo Hampshire
- New York
- Ohio

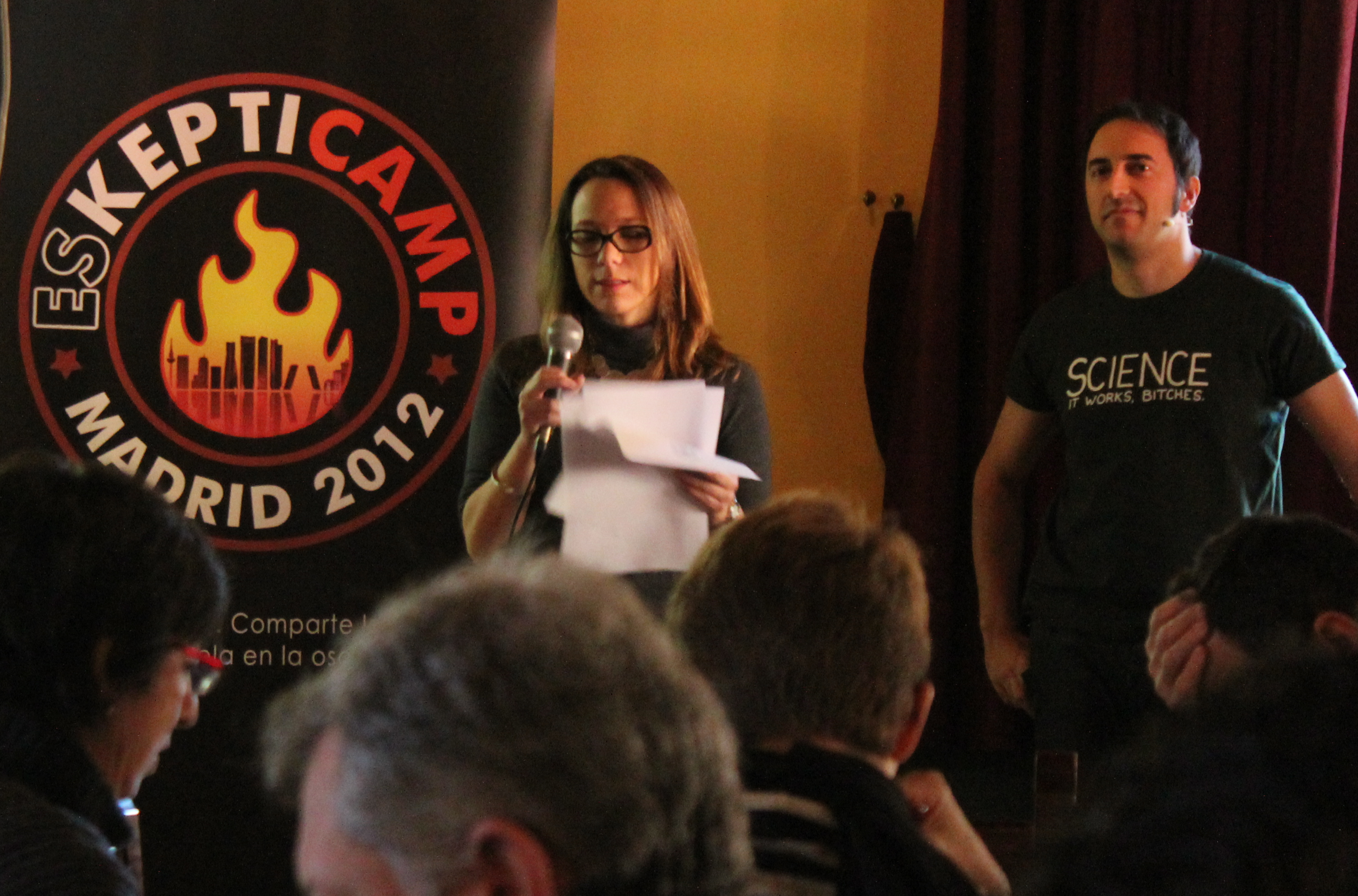
Daniela Meli y Luis García Castro, Madrid, España 2012

En otros países se han celebrado eventos siguiendo el modelo SkeptiCamp en:
- Canadá: Alberta, British Columbia, Manitoba y Ontario
- Australia: Melbourne, Sídney y Aireys Inlet
- Reino Unido: Edimburgo
- España: Madrid[16] y Alicante[17]

Un dato importante: De las ciudades que celebraron un SkeptiCamp en 2010, el 83% celebró otro evento también en 2011.

## Participación
La asistencia a un SkeptiCamp es habitualmente libre y gratuita, pero eso no significa que sea libre de esfuerzo. Se pide (aunque no se obliga) a todos los asistentes a participar de alguna manera, ayudando a organizar un evento (o iniciando la celebración de SkeptiCamp en un nuevo lugar), o dando una charla. En todo caso se anima a todo el mundo a contribuir con sus pensamientos e ideas, así como a participar en las discusiones.

## Formato
No hay un formato obligatorio para un evento escéptico abierto, pero habitualmente están implicados ponentes no habituales de una comunidad local escéptica. En algunos eventos, los ponentes se presentan y se apuntan a dar una charla en el mismo momento y lugar del evento, en otras ocasiones se requiere que los ponentes inscriban su charla previamente en la web del evento, y la agenda exacta de las actividades se determina por los voluntarios que ejerzan de organizadores. Las charlas suelen tener una duración máxima desde 15 a 60 minutos. Como excepción, en su evento de 2012, los organizadores de Denver introdujeron el concepto de "charlas relámpago" de 5 minutos.
Se han celebrado Skepticamps en lugares con una única sala e incluso en varias salas con charlas simultáneas.

## Críticas habituales

### No está bien pulido
A veces la gente llega con la expectativa de asistir a un evento como los organizados profesionalmente, y puede pensar que las charlas no están muy pulidas. Esto debe ser justificado con que el valor de un evento escéptico abierto recae en su accesibilidad, variedad, riqueza, interacción, y las oportunidades que brinda para el crecimiento personal.

### Información general sobre SkeptiCamp
- Web Oficial de SkeptiCamp (enlace roto disponible en Internet Archive; véase el historial, la primera versión y la última).
- Top 10 SkeptiCamp FAILS - part 1
- Top 10 SkeptiCamp FAILS - part 2

### Organizadores de SkeptiCamp
- SkeptiCamp Australia
- SkeptiCamp DC
- SkeptiCamp New York
- SkeptiCamp Ohio Archivado el 23 de noviembre de 2012 en Wayback Machine.
- SkeptiCamp Chicago

- Datos: Q557273